# Кур'ї
Ку́р'ї (рос. Курьи) — село у складі Сухолозького міського округу Свердловської області.
Населення — 4810 осіб (2010, 4247 у 2002).
Національний склад населення станом на 2002 рік: росіяни — 94 %.